# Jeziora (województwo wielkopolskie)
Jeziora – wieś w Polsce położona w województwie wielkopolskim, w powiecie rawickim, w gminie Jutrosin.
W okresie Wielkiego Księstwa Poznańskiego (1815-1848) miejscowość należała do wsi większych w ówczesnym pruskim powiecie Kröben (krobskim) w rejencji poznańskiej. Jeziora należały do okręgu jutroszyńskiego tego powiatu i stanowiły część majątku Szkaradowo, którego właścicielem był wówczas (1846) Garczyński. Według spisu urzędowego z 1837 roku wieś liczyła 173 mieszkańców, którzy zamieszkiwali 26 dymów (domostw).
W okresie międzywojennym w miejscowości stacjonowała placówka Straży Granicznej I linii „Jeziora”.
W latach 1975–1998 miejscowość administracyjnie należała do województwa leszczyńskiego.
Zobacz też: Jeziora, Jeziora Wielkie, Jeziora-Nowina, Jeziorany, Jeziorany-Kolonie